# Río La Plata
El Río La Plata (en inglés: La Plata River; en navajo: Tsé Dogoi Ńlíní) es un río de 110 km de largo (70 millas) afluente del río San Juan en el condado La Plata, Colorado, y el condado de San Juan, Nuevo México, en Estados Unidos. Este pequeño río, al pie occidental del pico Snow Storm de las montañas de La Plata al suroeste de Colorado, y aproximadamente 55 km (35 millas) al norte de la línea de Estado de Nuevo México. Fluye en dirección sur hasta enlazar con el río San Juan en el borde occidental de la ciudad de Farmington, Nuevo México, cerca de 30.4 km (19 millas) al sur de la línea del estado de Colorado.